# Massinissa
Massinissa, (Tito Livio in Ab Urbe condita libri usa il nome Masinissa, con una sola "s") (240 a.C. – 148 a.C.), è stato un sovrano berbero, figlio del re dei Massili Gaia, e primo re della Numidia unificata.

## Biografia

### Origini familiari e giovinezza
Il nome di Massinissa è tramandato, oltre che dagli storici romani, anche da testi in lingua autoctona. In particolare, l'epigrafe bilingue numidico-punica incisa sul mausoleo a lui dedicato di Dougga contiene una menzione del suo nome sia in alfabeto numidico sia in alfabeto fenicio. Entrambe le trascrizioni possono essere rese, in caratteri alfabetici, con MSNSN (per esempio ⵎⴵⵏⴵⵏ in numidico). Il nome fa parte di una serie di antroponimi numidi terminanti in -SN, come quelli dei suoi figli Micipsa (MKWSN) e Gulussa (GLSN).
La Numidia del III secolo a.C., corrispondente all'incirca all'attuale Algeria, anche se presentava qua e là qualche insediamento urbano, era un paese eminentemente agricolo e pastorale e diviso in due principali federazioni di tribù: all'ovest i Masesili e a est, ai confini dei territori di Cartagine, i Massili. Massinissa trascorse la sua giovinezza e venne educato a Cartagine; un modo elegante per dire che, dato il suo alto lignaggio, era un ostaggio utile ai cartaginesi per tenere sotto controllo il padre e con lui la confinante Numidia.
Nel 213 a.C., i due Scipioni, Publio e Gneo, ora che la situazione volgeva a loro favore in Spagna, dopo che erano stati recuperati molti tra vecchi e nuovi alleati, estesero le loro speranze anche all'Africa. Il re di Numidia, Siface, da amico si era trasformato in nemico dei Cartaginesi. Gli Scipioni inviarono a lui tre centurioni come ambasciatori con l'incarico di stringere con lui un'alleanza, invitandolo a continuare la sua guerra contro Cartagine e promettendogli importanti compensi, a partire dall'ampliamento del suo regno a svantaggio dei vicini Massili. Le proposte romane furono accolte con benevolenza dal re e accortosi di quanto egli fosse ignorante nella disciplina militare, chiese ad uno dei tre centurioni, Quinto Statorio, di rimanere come istruttore per le sue truppe, come buono e fedele alleato. Egli sosteneva che i Numidi fossero abili come cavalieri ma scarsi come fanteria.
Come segno poi di amicizia verso i Romani, inviò loro alcuni suoi ambasciatori, insieme ai due centurioni, per siglare un patto di alleanza con i due Scipioni. Spinse quindi alla defezione quei Numidi che, come ausiliari, erano di servizio in alcune guarnigioni cartaginesi. Contemporaneamente Statorio, iniziò l'arruolamento di molti giovani come soldati di fanteria e, dopo averli organizzati in modo analogo ai Romani, li sottopose a manovre ed istruzioni militari come quella di seguire le insegne. In breve tempo il re si trovò a poter fare affidamento sulla nuova fanteria tanto quanto sulla sua cavalleria, sentendosi pronto ad affrontare i Cartaginesi in una battaglia campale. L'arrivo degli ambasciatori numidi in Spagna fece sì che si moltiplicassero le defezioni. Quando i Cartaginesi vennero a sapere dell'alleanza tra Siface e i Romani, inviarono subito a Gala, che regnava sull'altra parte della Numidia tra i Massili, dei loro ambasciatori per stabilirvi una nuova alleanza. Gala aveva un figlio di diciassette anni, Massinissa, che Tito Livio descrive
(Livio, XXIV, 49.1.)

### Ascesa militare
Gli ambasciatori cartaginesi informarono Gala del fatto che, i Romani e Siface avrebbero potuto, ora che erano alleati, combattere insieme sia in Spagna, sia in Africa, con grave danno per tutte le altre genti africane. Era necessario, pertanto, contrastare questa crescente potenza su entrambi i fronti. Fu facile persuadere Gala a inviare un esercito, poiché il figlio Massinissa, allora diciassettenne, insisteva a chiedere quella guerra. Poco dopo, infatti, Siface fu sconfitto in una grande battaglia in Africa, dai Cartaginesi e dalle truppe guidate dal giovane Massinissa. Siface allora con pochi cavalieri si rifugiò presso i Numidi Maurusi, che abitano le estreme regioni dell'Africa, vicino alle spiagge dell'oceano, di fronte a Gades. Qui egli riuscì a radunare nuovamente un grosso esercito e passò con essi in Spagna. Contemporaneamente Massinissa, giunse anch'egli nella penisola iberica, pronto a contrastare Siface senza l'aiuto dei Cartaginesi, sconfiggendolo una seconda volta.
Il 212 a.C., era l'anno in cui Cartagine vinceva su tutti i fronti, bellici e diplomatici: Annibale aveva conquistato quasi tutto il meridione italiano tranne Reggio e il porto di Taranto, gli unici porti adatti a ricevere rinforzi consistenti. Cartagine era intervenuta direttamente in Sicilia contro Siracusa. Asdrubale era tornato in Iberia con rinforzi. Cartagine aveva addirittura concesso la pace allo sconfitto Siface. Filippo V di Macedonia, che tre anni prima aveva sottoscritto un trattato con Annibale, aveva attaccato, via terra, alcune città sul lato orientale della costa adriatica. In questo contesto Massinissa venne inviato dal padre in Iberia assieme alle truppe cartaginesi dei Barcidi al seguito di Amilcare.
In Spagna Massinissa portò avanti la sua preparazione bellica di principe numida. L'anno successivo, alla guida della sua cavalleria prese parte alle battaglie condotte contro le legioni di Gneo e Publio Cornelio Scipione, rispettivamente zio e padre dell'Africano. Nella battaglia di Castulo e nella battaglia di Ilorci morirono rispettivamente Publio e Gneo. Per Cartagine sono gli ultimi sprazzi di grandezza.
Nella tarda estate del 210 a.C., il praefectus classis, Valerio Messalla fece un'inchiesta fra i prigionieri di ritorno da una spedizione in Africa, venendo a conoscere tutta una serie di dati che si premurò di comunicare per iscritto al console Marco Valerio Levino, affinché fosse informato sulla reale situazione in Africa. Prima di tutto a Cartagine si trovavano 5.000 Numidi con Massinissa, che Livio definisce fierissimo giovane. Vi erano poi altri soldati mercenari arruolati in tutta l'Africa per essere condotti in Spagna agli ordini di Asdrubale, il quale avrebbe dovuto congiungersi col fratello Annibale in Italia, insieme ad un esercito imponente. A Cartagine riponevano in questo piano ogni speranza di vittoria. E sempre nel 210 a.C. Annibale aveva ottenuto nuovi successi, seppure di non fondamentale importanza, come a Herdonia e a Numistro, continuando a rimanere "impantanato" nelle regioni meridionali d'Italia, senza riuscire a colpire Roma in modo decisivo.
Per contro, nel 209 a.C. Scipione conquistava Carthago Nova, mentre Quinto Fabio Massimo Verrucoso Taranto; l'anno successivo (208 a.C.), in Spagna, Scipione batteva Asdrubale Barca nella battaglia di Baecula, poco prima che quest'ultimo partisse in soccorso del fratello per l'Italia.
Nel 207 a.C. nella battaglia di Ilipa Publio Scipione attacca vittoriosamente le truppe Cartaginesi e le confina vicino a Gibilterra. Nei prodromi di questa battaglia Massinissa non fa una bella figura. Polibio, lo storico greco, racconta in breve:
(Polibio, Storie, XI, 20-21. Traduzione: M. Mari, Rizzoli, Milano, 2002)
Sempre nel 207 a.C. Asdrubale entra in Italia ma viene sconfitto e ucciso nella battaglia del Metauro dalle legioni consolari associate di Livio e Nerone e infine Scipione sconfigge l'ultimo esercito di Cartagine in Iberia. L'avventura in Spagna dei cartaginesi è quasi terminata. Pochi mesi dopo, nel 206 a.C., Magone, il fratello minore di Annibale, ordina l'evacuazione delle restanti truppe cartaginesi dalla Spagna, e fa rotta verso le Isole Baleari. Publio Cornelio Scipione ritorna a Roma, mentre le sue truppe fondano in Spagna la città di Italica.
Non stupisce che il principe numida cominci a pensare che Cartagine non sia quella potenza che ancora il Mediterraneo credeva fosse e che non disdegni di valutare le prime grandi offerte di Publio Cornelio Scipione. Per di più proprio nel 206 a.C. muore il padre Gala.

### Alleanze variabili
Alla morte di Gala, 206 a.C. sul trono dei massili avrebbe dovuto salire il fratello di Gala, Esalce, che era il più anziano all'interno della famiglia reale. Però anche Esalce morì e il trono doveva passare a Capussa, figlio di Esalce e più anziano di Massinissa. A questo punto le cose si complicarono. Anche Capussa morì in un duello con un avversario politico, Mazetullo. Costui divenne (o si autonominò) tutore del fratello minore di Capussa che si chiamava Lacumace.
Con l'aiuto di Mazetullo, Lacumace si dichiarò re dei massili. Massinissa che era più anziano di Lacumace, pose la sua pretesa per il trono del padre, aiutato da veterani del padre e mercenari mauretani. Mazetullo e Lacumace, anche se aiutati da Siface, re dei masesili, furono sconfitti e Massinissa poté sedere sul trono dei numidi massili.
Siface era intervenuto, abbastanza naturalmente, approfittando della crisi politica interna dei massili, per allargare verso est le terre delle sue tribù. Allo scopo di stringere Massinissa in una morsa territoriale non esitò a cambiare alleanze abbandonando Roma e a schierandosi dalla parte dei cartaginesi, in questo aiutato anche da Asdrubale che gli diede in moglie la figlia Sofonisba.
Siface non smise di combattere Massinissa che ben presto dovette prendere la fuga inseguito dal re rivale e vivere da esule, costantemente in movimento nelle terre del Nordafrica. In ogni modo, con raro intuito politico e approfittando della defezione di Siface, Massinissa accettò le proposte diplomatiche che nel frattempo gli erano state offerte da Publio Cornelio Scipione invertendo, a sua volta, la sua alleanza da Cartagine a Roma.

### Alleato di Roma
La cavalleria numidica era sempre stata uno dei fattori, se non il fattore principale, delle vittorie cartaginesi. Con lo spostamento di quest'arma dal campo cartaginese al campo romano, Massinissa fornì un indubbio vantaggio bellico alle non imponenti forze, raccolte senza l'aiuto del Senato da Scipione nella sua avventura africana e si rivelò decisivo nella battaglia dei Campi Magni e successivamente nella battaglia di Zama.
Massinissa affiancò Lelio in tutte le operazioni che Scipione assegnò al suo generale: mentre Scipione si concentrava su Asdrubale, Massinissa e Lelio attuarono il massacro delle truppe di Siface che riposavano nel loro disordinato accampamento. Siface venne catturato. Mentre Lelio avanzava verso la Numidia con la fanteria romana, Massinissa con la sua cavalleria galoppò fino a Cirta la capitale di Siface, avendo come pretesto la possibilità che Vermina, figlio di Siface, fosse in grado raccogliere altre forze da scagliare contro Roma.
Molto più probabilmente Massinissa voleva essere solo ad entrare in Cirta alla testa di truppe vittoriose. Il prestigio che gliene sarebbe derivato doveva essere ben maggiore. E, senza la presenza di scomodi testimoni romani, avrebbe potuto cogliere tutte le vendette utili o necessarie per tornare saldamente sul trono. Come conseguenza Massinissa trovò Sofonisba, figlia di Asdrubale e moglie di Siface che tanto aveva fatto per mantenere il marito a fianco della patria cartaginese in difficoltà.
Massinissa si innamorò di Sofonisba. Non solo non la consegnò ai romani, la sposò. Lelio non accettò serenamente il fatto compiuto; cercò, anche brutalmente, di far cambiare idea all'alleato. La soluzione fu demandata a Scipione ma Massinissa, rendendosi conto di essere in una posizione politicamente indifendibile, piuttosto che consegnare la moglie a Scipione, che l'avrebbe voluta davanti al suo carro trionfale, preferì farle giungere del veleno.
Siface aveva nel frattempo attribuito alla moglie la responsabilità delle sue disastrose scelte politiche. Sofonisba si suicidò, passando così dalla storia alla leggenda di donna data sposa a un vecchio per esigenze politiche e che si sacrifica per il bene della propria patria. Nonostante questo sconcertante episodio Massinissa si mantenne fedele all'alleanza con Roma. Pochi giorni prima della battaglia di Zama si unì a Scipione con ben seimila fanti e quattromila cavalieri e la sua cavalleria, nella famosa battaglia, divenne decisiva.
Dopo aver disperso gli elefanti e parte della cavalleria cartaginese, i suoi squadroni assieme a quelli di Lelio ritornarono alle spalle dell'esercito di Annibale proprio nel momento in cui le forze di fanteria di Scipione, esauste e senza rincalzi, stavano forse per cedere. L'arrivo della cavalleria di Massinissa che aveva inseguito la cavalleria cartaginese, già in fuga dall'inizio della battaglia, ne cambiò le sorti e Publio Cornelio Scipione divenne "Scipione Africano".
La figura di Massinissa come alleato fedele di Roma e re anziano ma saggio e stimabile trova la sua più grande espressione nel "Somnium Scipionis" di Cicerone, dove il regnante numida dialoga con Scipione l'Emiliano riguardo agli avvenimenti della vita di Scipione L'Africano, la guerra contro Cartagine, la situazione politica del proprio regno e della repubblica romana.

### Espansionismo
Al termine della seconda guerra punica, ripresosi il proprio regno, Massinissa si dedicò allo sviluppo dei suoi territori. Per prima cosa inglobò alcuni regni minori, in modo più o meno pacifico, fino a portare la Numidia a svilupparsi su quasi tutta la costa dalla Tunisia all'Atlantico. Con una serie di riforme sociali ed economiche iniziò la trasformazione del regno da pastorale ad agricolo. Fondò alcune città, ne ingrandì altre e in genere mostrò la sua aspirazione a fondare un grande stato moderno.
Per raggiungere un reale sviluppo territoriale, umano e tecnico, per fornire ai suoi pastori e neo-agricoltori una base culturale, economica e persino finanziaria doveva però incorporare anche Cartagine con le sue conoscenze agricole, le capacità navali, le reti commerciali, le risorse di capitali.
Nel 193 a.C. Massinissa occupò la regione degli Emporia, tanto ricca da rendere a Cartagine un talento al giorno. Alle lamentele di Cartagine, il re numida ribatté che i punici erano stranieri i quali, avuto il permesso di possedere tanta terra quanta ne comprendeva una pelle di bue, si erano impadroniti di molta parte dell'Africa. Ad ogni buon conto il Senato inviò a Cartagine una delegazione comprendente Publio Cornelio Scipione Africano che però non decise alcuna mossa contro la Numidia.
Incoraggiato, nel 174 a.C. Massinissa occupò Tisca e il territorio circostante. Per salvare le apparenze, Roma inviò in Africa Catone il Censore alla guida di un'altra commissione. Tornato in Italia con ancora più radicata la convinzione che Cartagine stesse risorgendo economicamente e anche riarmandosi, Catone intensificò la sua martellante campagna per la distruzione della città.
Un altro tassello fu portato dagli stessi cartaginesi, una fazione favorevole a Roma e addirittura a Massinissa perse il potere e 40 membri furono esiliati. Rifugiatisi in Numidia, senza grande fatica spinsero il re, ormai ultraottantenne, a inviare a Cartagine i suoi figli per chiedere il rientro degli esuli. Cartagine rifiutò e Massinissa occupò la città di Oroscopa.
Sapendo ormai di non poter ottenere giustizia da Roma, nel 150 a.C. l'esasperata Cartagine, rompendo i patti, decise il riarmo e apprestò un esercito di 50.000 uomini (come sempre in massima parte mercenari) e cercò di riconquistare Oroscopa. Però il re Numida, che aveva inviato il figlio Gulussa con forze militari di maggiore professionalità, riuscì vincitore. Era quello che Catone e la sua fazione al Senato aspettavano. Roma ebbe la possibilità denunciare la rottura degli accordi di pace, di scatenare la terza guerra punica ed eliminare definitivamente Cartagine dal novero delle potenze del Mar Mediterraneo.

### Dopo la caduta di Cartagine

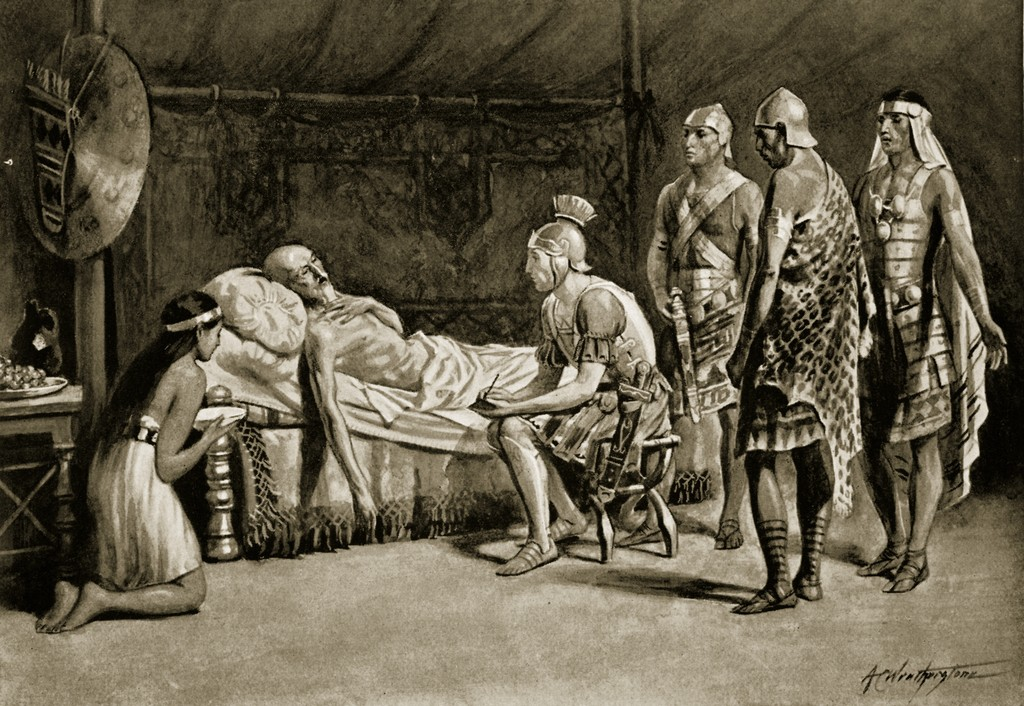
La morte di Massinissa

Al termine della terza guerra punica, Cartagine era distrutta, la popolazione deportata e venduta schiava. Del ricco impero commerciale non restava quasi nulla ma restavano gli insediamenti agricoli, le terre così ben gestite da far gola a molti, avventurieri o senatori romani, ben disposti ad accaparrarsele.
Politicamente ora si affacciava per Roma il rischio che l'intraprendente re dei massili, per quanto fedele alleato e estremamente anziano (morì a circa 90 anni), cercasse di allargare il suo regno incamerando terre indifese. C'era la possibilità concreta, che per successive acquisizioni, al posto di Cartagine si formasse uno stato moderno sulla falsariga dello stato romano.
Il territorio avrebbe potuto spaziare dall'Oceano Atlantico fino ai confini dell'Egitto, avrebbe avuto notevoli masse umane da impiegare nelle inevitabili guerre, e masse ormai sulla via della modernizzazione organizzativa; l'esercito sarebbe stato composto da fanterie libiche e dalla cavalleria numida e la fanteria della Numidia aveva cominciato ad essere addestrata da Roma stessa. Il tutto sostenuto da una potenza economica elevata derivante dalle capacità agricole e commerciali e finanziarie create dai cartaginesi.
Roma non perse tempo a troncare ogni velleità (anche eventuale) di Massinissa e dei suoi successori. Creò la provincia di Africa, delimitando con un immane fossato (poi Fossa Regia) il confine fra la Numidia e gli ex possedimenti di Cartagine. In ogni caso, il peso del protettorato di Roma sulla Numidia si fece sentire quasi subito. Pochi anni dopo (148 a.C.) Massinissa morì e i romani, che temevano una troppo elevata concentrazione di potere e di potenza a poche miglia dai loro appena conquistati possedimenti africani, divisero l'amministrazione del regno fra i tre figli Micipsa, Mastanabale e Gulussa. Il vecchio e collaudato metodo del divide et impera che tanto era stato utile a Roma continuava ad essere usato. E continuava a funzionare. Qualche anno dopo, infatti, apparve Giugurta.

## Massinissa nella cultura berbera

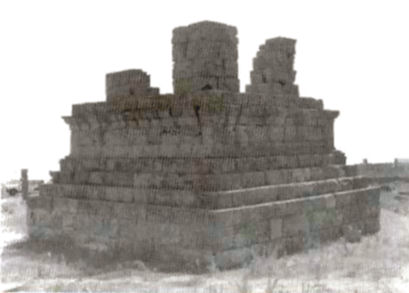
La tomba di Massinissa a Costantina

A partire dagli anni Sessanta, i Berberi hanno cominciato a riscoprire e rivalutare la propria storia anteriore all'avvento dell'Islam in Nordafrica. Uno dei riflessi di questo processo è l'uso crescente di dare ai figli dei nomi che riprendono quelli dei Berberi famosi dell'antichità. Massinissa è uno dei più diffusi tra questi nuovi nomi. Per esempio, Massinissa Guermah era il nome del giovane studente la cui uccisione diede il via alla Primavera nera del 2001 in Cabilia.